# MoEDAL (expérience)
 (septembre 2014).
Sa qualité peut être largement améliorée en utilisant un vocabulaire plus directement compréhensible.

Site du Large Hadron Collider (LHC),
ci-dessous les expériences du LHC :
ATLAS : détecteur de particules par plusieurs couches concentriques de calorimètres,
CMS : solénoïde compact à muons,
LHCb : mesures des asymétries entre matière et antimatière,
ALICE : détecteur d'interactions entre ions lourds,
TOTEM : « télescope » mesurant la section efficace entre deux protons à 14 TeV,
LHCf : étude des particules produites « vers l'avant », afin de simuler les effets des rayons cosmiques,
MoEDAL : recherche du monopôle magnétique,
FASER : expérience de recherche avancée,
ci-dessous les préaccélérateurs :
p et Pb : accélérateurs linéaires pour protons (linac2) et pour ions lourds (linac3),
PSB (non représenté) : Proton Synchrotron Booster,
PS : Proton Synchrotron,
SPS : Super Proton Synchrotron

MoEDAL (Monopole and Exotics Detector At LHC) est une expérience de physique des hautes énergies.
Elle partagera l'une des cavités de l'accélérateur LHC avec l'expérience LHCb.[Quoi ?]
Son but premier est de rechercher directement le monopôle magnétique (MM), - ou dyon -, d'autres particules stables massives (SMPs) hautement ionisantes, et des particules massives pseudo-stables.
Pour détecter ces particules, le projet utilisera des détecteurs à traces nucléaires (NTDs), qui offrent une trace du passage des particules hautement ionisantes.
Les monopôles magnétiques et les SMP étant hautement ionisants, les NTDs sont parfaitement adaptés pour cette détection.
C'est une collaboration de recherche internationale dont le porte-parole est James Pinfold, de l'université d'Alberta.
C'est la septième expérience du LHC, elle a été approuvée par le conseil de recherche du CERN en mai 2010, et a commencé ses premiers tests en janvier 2011.

## Contexte
La recherche pour les SMPs hautement ionisantes au LHC peut être découpée en trois catégories principales.
La première est celle des particules massives chargées magnétiquement, comme le monopôle magnétique ou le dyon. Une autre question ouverte dans la nouvelle physique est l'existence de SMPs avec une charge électrique célibataire, donnant une seconde catégorie de particules hautement ionisantes par leur faible {\displaystyle \beta }, où {\displaystyle \beta ={\tfrac {v}{c}}}.
La possibilité la plus évidente pour une SMP est qu'un ou plusieurs états existent, contenant un nouveau nombre quantique global conservé, ou presque conservé.
La supersymétrie (SUSY) avec la R-parité, d'autres dimensions avec la parité KK, et beaucoup d'autres modèles entrent dans cette catégorie.
Les plus légers des nouveaux états seraient stables, à cause de la conservation de cette nouvelle parité.
Un ou plusieurs états hautement liés pourraient aussi être stables, ou méta-stables; dépendant des nombres quantiques, du spectre de masse, et des forces d'interactions.
La troisième classe hypothétique aurait plusieurs charges électriques comme les restes d'un trou noir, ou un boson de Higgs doublement chargé à haute durée de vie.
Des SMPs chargés magnétiquement, avec une charge électrique simple ou multiple, et avec un {\displaystyle {\tfrac {Z}{\beta }}} (Z est le nombre de charge électrique) de 5, peuvent en principe être détectés par les NTDs CR39, les mettant de fait dans le champ couvert par l'expérience MoEDAL.

## La recherche du monopôle magnétique
En 1931, Dirac introduisait le monopôle magnétique pour expliquer la quantification de la charge électrique, ce qui induit l'existence d'au moins une charge magnétique libre. Il a établi la relation basique entre la charge électrique élémentaire e et la charge magnétique basique
où n est un entier, n = 1, 2, ... La charge magnétique {\displaystyle g=ng_{D}} ;
est appelée la charge unitaire de Dirac.
L'existence de charges magnétiques et de courants magnétiques serait symétrisée sous la forme d'équations de Maxwell, mais la symétrie ne serait pas parfaite car {\displaystyle e\neq g}. Mais si les couplages dépendent de l'énergie, ils pourraient converger vers une valeur commune à très hautes énergies.
Il n'y a pas de réelle prédiction de la masse d'un monopôle magnétique de Dirac classique.
On pourrait obtenir une estimation brute en supposant que le rayon du monopôle classique est égal au rayon classique d'un électron : d'où
d'où
.
Ainsi la masse devrait être relativement large et même plus large si la charge basique est {\displaystyle {\tfrac {e}{3}}} (la charge du quark) et si n > 1.
La grande unification des monopôles magnétiques, avec des masses de l'ordre de 1015 GeV sont bien au-delà des domaines atteignables par n'importe quel accélérateur créé par l'Homme.
Néanmoins, il existe des modèles où les monopôles pourraient apparaître à une échelle de masse accessible au LHC. Ces exemples incluent :
- le monopôle électrofaible Cho-Maison ;
- le monopôle Troost-Vinciarelli dont la masse dépend du champ de matière ({\displaystyle {\tfrac {104\ {\text{GeV}}}{c^{2}}}} avec les champs de matière IVB, {\displaystyle {\tfrac {102\ {\text{GeV}}}{c^{2}}}} avec les champs de matière et {\displaystyle {\tfrac {50\ {\text{GeV}}}{c^{2}}}} avec les champs de matière spin-1/2) ;
- des modèles à supercordes où les monopôles/dyons avec une masse suffisamment faible ({\displaystyle {\tfrac {1\ {\text{TeV}}}{c^{2}}}}) pour être détectés au LHC sont théorisés.

Depuis 1931, les recherches des monopôles magnétiques ont été menées sur chaque nouvel accélérateur aux frontières des hautes énergies. Les expériences de recherche utilisées étaient relativement simples, et ce n'est que récemment que de grands collisionneurs furent utilisés.
En fait, les recherches des monopôles ont été menées en interactions e+-e-, e-p, p-p, et p-pbar dans divers collisionneurs de hautes énergies.
Par exemple, les recherches au collisionneur du Fermilab semblent exclure des monopôles magnétiques avec des masses supérieures à 850 GeV.
Les expériences au collisionneur du LEP2 ont exclu des masses inférieures à 102 GeV.
Les limites posées sur la production de monopôles magnétiques dépendent des processus physiques par lesquels les monopôles sont produits.

## La recherche des SMPs
Les SMPs génériques qui possèdent une charge électrique et pénètrent à travers le détecteur ATLAS ou CMS vont laisser une trace type muon claire, lente, à haut moment transverse. Le bruit de fond sera supprimé par l'utilisation de technique de temps de vol.
Ainsi, les SMPs pénétrant avec une section efficace de production adéquate seraient, en principe, observables.
Cependant, comme dit précédemment, pour qu'un SMP soit détecté au LHC dans un certain système de détection et soit associé à la bonne gerbe, il doit arriver au moins 25 ns après l'arrivée par défaut d'une particule voyageant à la vitesse de la lumière. Une arrivée plus tard impliquerait un déclenchement ou une détection dans un intervalle temporel ultérieur. Cela compliquerait la détection.
Pour les SMPs qui sont arrêtés dans le calorimètre et ne traversent pas le système muon, les recherches pourraient être conduites sur l'observation d'un excès de traces à hauts moments transverse dans les détecteurs internes.
De plus, on pourrait aussi utiliser une observable comme une particule chargée laissant une signature d'ionisation anormale dans les chambres de trajectographie, avec un profil d'énergie de déposition caractéristique. Cependant, des SMPs hautement ionisants pourrait être absorbés avant de pénétrer dans ATLAS ou CMS. Aussi, comme décrit plus tôt, la précision avec laquelle la perte d’énergie d'ionisation peut être mesurée n'est pas claire.
Un exemple d'étude de détection possible de SMPs au LHC suppose un déclencheur à muons dans ATLAS à haute luminosité (1 034 cm-2·s-1) et à haut moment transverse ({\displaystyle \geq {\tfrac {20\ {\text{GeV}}}{c}}}) dans lequel les trois stations des RPC d'ATLAS sont en coïncidence.
L'efficacité tombe rapidement à 50 % pour un {\displaystyle \beta =0,5} à zéro pour un {\displaystyle \beta =0,35}.
Comme les chambres à muons les plus extérieures se prolongent à un rayon de 10 m dans ATLAS, on peut voir que les SMP ne les atteignent pas durant la simple période de traversée du faisceau de 25 ns.
Un SMP serait détectable avec des NTDs avec un seuil de {\displaystyle {\tfrac {Z}{\beta }}} de 5 à un {\displaystyle \beta =0,4}.
La rapide augmentation de la perte d'énergie avec des valeurs décroissantes signifie que la particule SMP pourrait s'arrêter à l'intérieur du calorimètre hadronique.
L'expérience MoeDAL serait capable d'améliorer les recherches déjà conduites en autorisant les recherches des SMPs chargés électriquement avec {\displaystyle {\tfrac {Z}{\beta }}>} 5, avec un maximum autour de 200e {\displaystyle \rightarrow } 300e. La limite supérieure sur le SMP {\displaystyle {\tfrac {Z}{\beta }}} à laquelle ATLAS et CMS serait sensible est toujours vague. Cependant, ce sera probablement bien en dessous de l'objectif de MoEDAL.

## La détection de monopôles magnétiques et de particules stables massives
Le détecteur MoEDAL est un ensemble de NTDs en plastique déployés autour de la zone d'intersection du détecteur LHCb, au Point 8.
L'ensemble consiste en un empilement de NTD, dix couches, dans des chambres d'aluminium accrochées aux mur et au plafond de la caverne VELO.
La surface maximum possible des détecteurs est d'environ 25 m2.